# On My Own (Lied)
On My Own ist ein Popsong von Patti LaBelle und Michael McDonald aus dem Jahr 1986. Die im Duett gesungene Ballade erschien auf dem Album Winner in You und wurde in den Vereinigten Staaten und Kanada ein Nummer-eins-Hit.

## Geschichte
Ursprünglich sollte der von Burt Bacharach und Carole Bayer Sager geschriebene und produzierte Song auf dem Album Friends von Dionne Warwick erscheinen. Als dies nicht zustande kam, nahm Patti LaBelle sich seiner an. Anfangs war das Lied nicht als Duett geplant, doch später beschloss LaBelle aufgrund der Bedeutung des Textes, den Song mit Michael McDonald zusammen aufzunehmen.

## Rezeption

### Chartplatzierungen
| ChartsChartplatzierungen       | Höchstplatzierung | Wochen |
| ------------------------------ | ----------------- | ------ |
| Deutschland (GfK)              | 18 (12 Wo.)       | 12     |
| Österreich (Ö3)                | 20 (8 Wo.)        | 8      |
| Vereinigte Staaten (Billboard) | 1 (23 Wo.)        | 23     |
| Vereinigtes Königreich (OCC)   | 2 (14 Wo.)        | 14     |

| ChartsJahrescharts (1986)      | Platzierung |
| ------------------------------ | ----------- |
| Vereinigte Staaten (Billboard) | 4           |

### Auszeichnungen für Musikverkäufe
| Land/Region                  | Auszeichnungen für Musikverkäufe (Land/Region, Auszeichnung, Verkäufe) | Verkäufe  |
| ---------------------------- | ---------------------------------------------------------------------- | --------- |
| Kanada (MC)                  | Gold                                                                   | 50.000    |
| Vereinigte Staaten (RIAA)    | Gold                                                                   | 1.000.000 |
| Vereinigtes Königreich (BPI) | Silber                                                                 | 250.000   |
| Insgesamt                    | 1× Silber · 2× Gold ·                                                  | 1.300.000 |

## Coverversionen
- 1995: Reba McEntire
- 2000: Sheena Easton
- 2007: Trijntje Oosterhuis